# Mitsubishi
A Mitsubishi-csoport, röviden Mitsubishi (japánul: 三菱, Micubisi, vagy 三菱グループ, Hepburn-átírással: Mitsubishi gurūpu, Mitsubishi group), független japán multinacionális vállalatokat tömörítő cégcsoport, avagy keirecu. Ernyője alá nagyjából 600 vállalat tartozik, ebből körülbelül 500 neve tartalmazza a Mitsubishi szót. A csoport cégei egymástól függetlenül végzik üzleti tevékenységüket, közös felügyeleti vagy döntéshozatali szerv nélkül. A csoport nem hivatalos neve Mitsubishi kinjókai—amely japánul pénteki gyűlést jelent—, mivel a legnagyobb Mitsubishi vállalatok felső vezetői minden hónap második péntekén gyűlést tartanak, hogy megvitassák üzleti stratégiáikat.
A mai Mitsubishi-csoport az egységes Mitsubishi ipari és pénzügyi érdekcsoport, avagy zaibacu utóda, amelyet Ivaszaki Jataró alapított 1870-ben. A Mitsubishi zaibacut 1946-ban, a második világháborút követő amerikai megszállás idején oszlatták fel, ám a korábbi cégcsoport tagjai azt 1954-ben kötetlenebb formában újra létrehozták.

## Vállalatai
Az Ivaszaki Jataró által 1870-ben alapított társaság cégei előbb hajózási, bányászati, majd banki és nehézipari tevékenységet folytattak, például a Mitsubishi Heavy Industries, Ltd (Mitsubishi Jūkōgyō Kabushiki Kaisha, Micubisi Dzsúkógjó Kabusiki Kaisa) állította elő a második világháború első felének leghatékonyabb vadászgépét, a  Zerót, és itt készült a Muszasi nevű szupercsatahajó is. A háború után a zaibacut feloszlatták, vagyis a központi holdingtársaságot felszámolták.
Mai, lazább változatába tartozik többek között a Bank of Tokyóval egyesült Mitsubishi Bank, Ltd, mai nevén The Bank of Tokyo-Mitsubishi UFJ (Kabushiki Kaisha Mitsubishi Tōkyō Yūefujei Ginkō, Kabusiki Kaisa Micubisi Tókjó Júefudzsei Ginkó), a keirecu feje: a Mitsubishi Corporation kereskedelmi nagyvállalat (Mitsubishi Shōji Kabushiki Kaisha, Micubisi Sódzsi Kabusiki Kaisa), a Mitsubishi Electric Corporation (Mitsubishi Denki Kabushiki Kaisha, Micubisi Denki Kabusiki Kaisa, közismert nevén a MELCO), a Mitsubishi Chemical Holdings Corporation (Kabushiki Kaisha Mitsubishi Kemikaru Hōrudingusu, Kabusiki Kaisa Micubisi Kemikaru Hórudinguszu), a Mitsubishi Motors Corporation (Mitsubishi Jidōsha Kōgyō, Micubisi Dzsidósa Kógjó), a Mitsubishi UFJ Trust and Banking Corporation (Mitsubishi UFJ Shintaku Ginkō Kabushiki Kaisha, Micubisi UFJ Sintaku Ginkó Kabusiki Kaisa) és a Mitsubishi UFJ Securities Co., Ltd (Mitsubishi UFJ Shōken Kabushiki Kaisha, Micubisi UFJ Sóken Kabusiki Kaisa), de a Kirin Brewery Co, Ltd (Kirin Bīru Kabushiki Kaisha, Kirin Bíru Kabusiki Kaisa) sörfõzde is, éppúgy, mint a Nikon Corporation (Kabushiki Kaisha Nikon, Kabusiki Kaisa Nikon).